# لويس فريه
لويس فريه (بالإنجليزية: Louis Freeh)‏ (و. 1950 – م) هو محام، وقاض من الولايات المتحدة الأمريكية .

## التعليم
تعلم في جامعة نيويورك، وجامعة روتجرز.